# Jacquemin Gringonneur
Jaquemin (ou Jacquemin) Gringonneur est un peintre parisien de la fin du XIVe siècle qui n’est documenté que par une seule mention, dans un compte de l’Argenterie du roi Charles VI, publiée en 1704 par le père jésuite Claude-François Ménestrier. Il y est dit qu’il a peint « trois jeux de cartes à or & à diverses couleurs ». L’archive ayant disparu, on ne peut pas vérifier la source.
Aucun autre document ne cite Jacquemin Gringonneur, et les recherches faites parmi les peintres de la période n’ont pas permis d’y retrouver un personnage ainsi nommé, même dans une orthographe approchante.
L’« invention » supposée des cartes à jouer et le lien fait avec le « tarot de Charles VI » de la Bibliothèque nationale de France sont des affabulations anciennes que la recherche a réfutées depuis longtemps : les cartes à jouer sont arrivées en Europe vers le milieu du XIVe siècle et le « tarot de Charles VI » est un travail italien (florentin) du milieu du XVe siècle.

## Biographie
On ne sait rien de Jacquemin Gringonneur. La seule mention qui est faite de lui apparaissait dans un compte de l'Argenterie de Charles VI citée par le père jésuite Claude-François Ménestrier dans son ouvrage Bibliothèque curieuse et instructive de divers ouvrages, anciens et modernes, de littérature et des arts (Trévoux, 1704) et qu’il importe de reproduire, car tous les historiens postérieurs dépendent de cette publication :
« 
Cette année 1392 fut l’année malheureuse, en laquelle Ie Roy Charles VI tomba en frenesie, & ce fut pour le divertir durant cette maladie que l’on inventa le jeu des Cartes.
Le plus ancien mémoire que l'on ait pu découvrir, où il fut fait mention du jeu de Cartes, est de l’année 1392, dans un compte de Charles Poupart, Argentier pour le Roy pour un an, à commencer le 1. février 1392, où il est dit.
« A Jaquemin Gringonneur, Peintre, pour trois jeux de Cartes à or & à diverses couleurs, de plusieurs devises, pour porter devers ledit Seigneur pour son ébatement LVI sols Parisis. » Registre de la Chambre des Comptes.
 »
On le voit, c’est Ménestrier lui-même qui établit un lien entre la « frenesie » (folie) du roi Charles VI, déclaré fou en 1392, et la date du document, ce qui lui permet d’attribuer à Jacquemin Gringonneur l’invention du jeu de cartes. Il n’est évidemment pas possible de soutenir cette affirmation, car les cartes à jouer avaient déjà gagné l’Europe depuis plusieurs décennies. Nul n’a jamais retrouvé les trois jeux peints par Gringonneur.
La date même pose un problème, car « février 1392 » peut être interprété à la lumière de l’année royale française qui, jusqu’en 1564, recommençait à Pâques, de sorte que les trois ou quatre premiers mois de l'année astronomique (jusqu'à Pâques) étaient, dans les documents de l'époque, datés de l'année précédente.
Un contrôle effectué dans les archives royales (série KK des Archives nationales) ainsi que dans les registres « déroutés », aujourd’hui conservés au département des Manuscrits de la Bibliothèque nationale de France, permet de constater que le premier semestre de l’année 1393 (1392 « ancien style ») est fortement lacunaire. Ainsi, il est possible qu’en désignant l’année 1392, Ménestrier ait négligé de traduire en « nouveau style » (car il ne pouvait ignorer cette complication), ce qui l’aurait conduit à dater la citation de 1393, mais cela ne concordait pas avec « l’année malheureuse, en laquelle Ie Roy Charles VI tomba en frenesie ».
Il est ainsi hautement probable que l’achat de ces trois jeux de cartes soit de février 1393.
Rien ne permet de dire que Jacquemin Gringonneur « résidait rue de la Verrerie à Paris », le citation de 1393 n’en fait pas mention.
Voici comment Jean-Joseph Rive, autre historien précoce des cartes à jouer, rapporte la citation de Ménestrier, déjà déformée, en 1780 :
« 
Il y a un Registre de la Chambre des Comptes de Paris, dans lequel on lit qu'il fut payé à Jacquemin Gringonneur, Peintre, la somme de 56 sols parisis, pour trois jeux de cartes à or & à diverses couleurs, de plusieurs devises, pour porter devers ledit Seigneur (Roy), pour son ébatement. Menestrier, ci-dessus, p. 175, tome 2; Bullet, ci-dessus, p. 26; Saint-Foix, p. 330, tome 3 de ses Œuvres; & le Baron de Heineken, p. 237, ci-dessus ont rapporté ce compte. Le Baron de Heineken s'est trompé en disant qu'il est de 59 sols parisis. Il n'est que de 56. Saint-Foix a cru y lire que Jacquemin Gringonneur a inventé les cartes à jouer. Il y a vu ce qu'aucun bon Critique n'y verra. Ce compte porte simplement que Jacquemin Gringonneur peignoit de ces sortes de cartes.
 »
L’archive citée par Ménestrier a probablement disparu lors de l’incendie de la Chambre des comptes de Paris dans la nuit du 26 au 27 octobre 1737, qui a détruit un nombre considérable de documents.
Comme nul n’a jamais retrouvé d’autre mention ancienne de Jacquemin Gringonneur, on peut se demander si Ménestrier ne l’a pas inventée. Mais le savant jésuite est un auteur érudit et compétent, auquel on peut faire confiance. La formulation de la citation est tout à fait conforme aux entrées comparables des comptes conservées pour ces années-là.

## Légendes brodées sur Jacquemin Gringonneur
L’absence de sources documentaires autres que celle citée par Claude-François Ménestrier a engendré de nombreuses légendes. On a déjà réfuté celle de l’« invention » des cartes à jouer qui, pourtant, traînait il y a peu dans ce même article.
La relation établie entre l’archive et le « tarot de Charles VI » a été suggérée pour la première fois par l’abbé Louis Dufour de Longuerue, dans un ouvrage posthume paru à Berlin en 1754 et intitulé Longueruana, ou Recueil de pensées, de discours et de conversations de feu M. Louis du Four de Longuerue. Dès lors, les historiens de la carte à jouer vont imaginer que ces dix-sept cartes de tarot (seize atouts et un valet d’épées), léguées à la Bibliothèque du Roi par François Roger de Gaignières en 1715, sont l’œuvre de ce Jacquemin Gringonneur.
Au milieu du XIXe siècle, on commence à comprendre qu’il n’en est rien. Romain Merlin va plus loin : « Grâce à la connaissance plus complète des jeux à tarots, les 17 cartes peintes conservées à la Bibliothèque impériale sous le nom de cartes de Charles VI, ne sont plus les cartes royales de Gringonneur, ce sont tout simplement de beaux tarots vénitiens du quinzième siècle ».
Ces tarots sont aujourd’hui considérés comme florentins et datables vers 1460.
Dans son Dictionnaire historique des rues de Paris (7e édition, Paris, 1985), sous « Verrerie, rue de la », Jacques Hillairet croit pouvoir affirmer que Jacquemin Gringonneur était « émailleur » et qu’il habitait rue de la Verrerie « vers le n° 28 » (!), parce que c’était dans cette rue que la « confrérie » (sic) des peintres sur verre et émailleurs s’était installée. Si Hillairet est une autorité reconnue, il n’a pas pour habitude de citer ses sources. On ne sait donc où il a trouvé cette précision qui paraît invérifiable.
Dans un genre encore plus imaginatif, on peut lire dans le livre de Lorànt Deutsch, Métronome 2 : Paris intime au fil de ses rues, Paris, 2016 :
« 
• 28, rue de la Verrerie. Chez le roi de cœur.
(…)
En 1395 [sic], un émailliste [sic] habile nommé Jacquemin Gringoneur travaille et peint ici, au numéro 28 de la rue de la Verrerie, qui abrite depuis le XIIe siècle la corporation des peintres sur verre et celle des émailleurs. Pour distraire le roi Charles VI, sujet à de graves crises de démence, l'artiste a l'idée de dessiner un lot de trente-six cartes [?] (réduit plus tard à trente-deux), qui permettra d'infinies combinaisons pour des jeux différents.
 »
Il est clair que l’auteur n’a pas bien vérifié ses sources car il accumule ici les erreurs.